# John Bland-Sutton

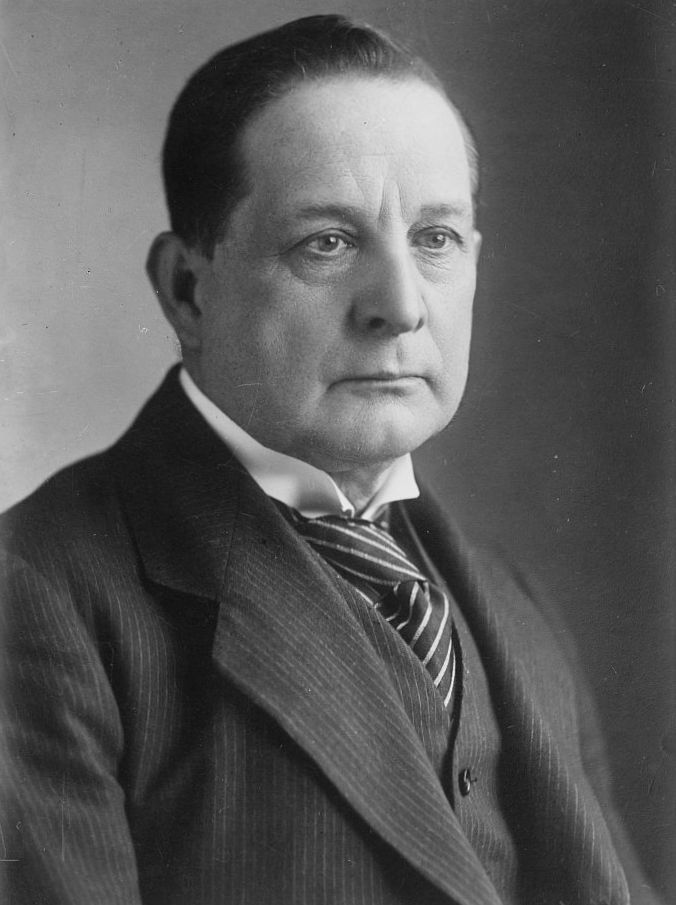
Sir John Bland-Sutton

Sir John Bland-Sutton, 1º Baronete (21 de abril de 1855 - 20 de dezembro de 1936), foi um cirurgião britânico.

## Biografia

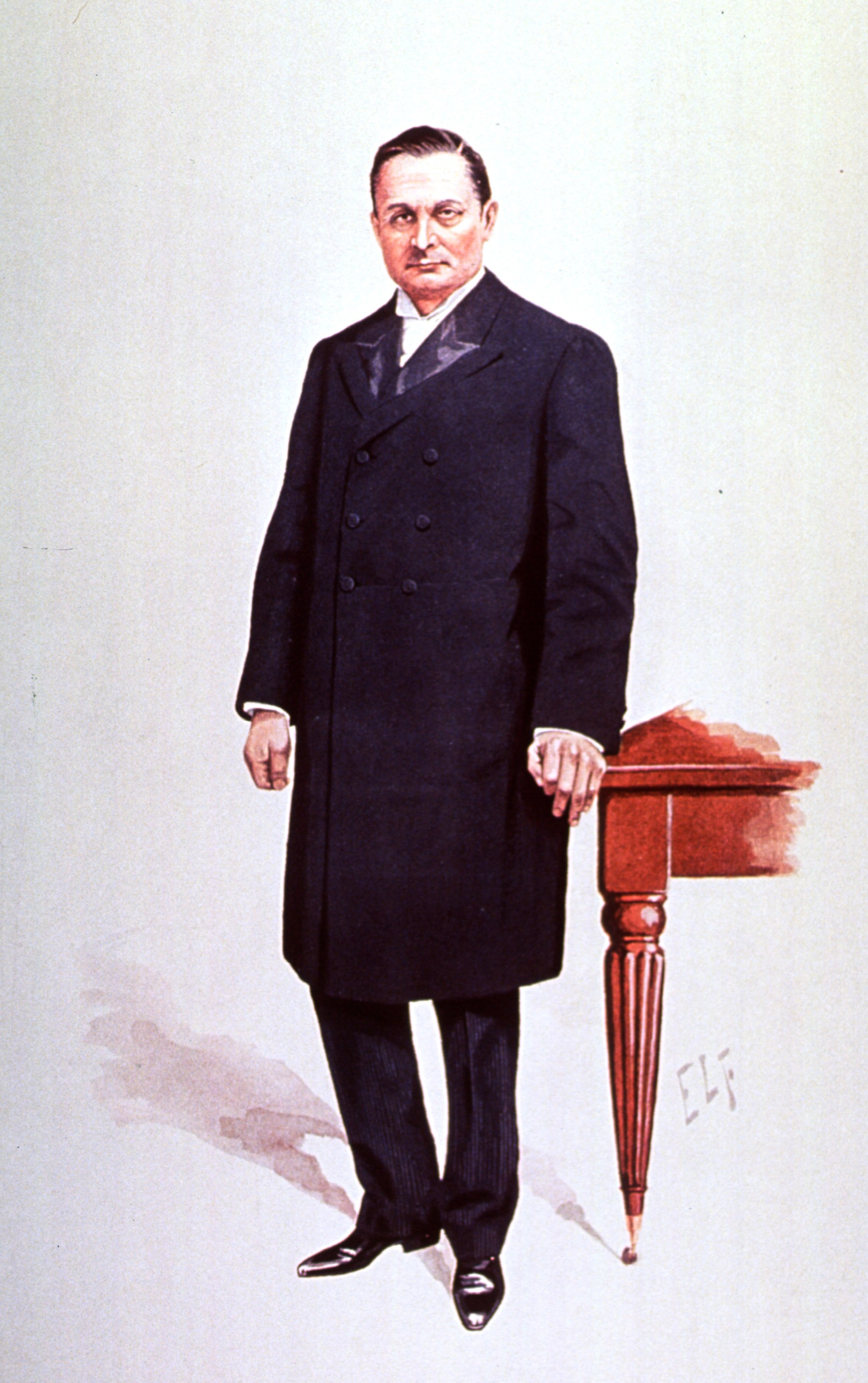
Retrato do Dr. Bland Sutton

Ele era filho de Charles William Sutton, fazendeiro da Enfield Highway, e foi educado na escola local. A partir daí, ele entrou em uma escola particular de anatomia dirigida por Thomas Cooke, ensinando anatomia para ganhar dinheiro para poder estudar no Middlesex Hospital . Lá, tornou-se professor, onde trabalhou de 1886 a 1896. Em 1886, tornou-se também Cirurgião Assistente, especializando-se em operações pélvicas em mulheres. Em 1889, ele mudou seu nome de John Bland Sutton para John Bland-Sutton. Em 1896, ele foi substituído como professor de anatomia no Middlesex Hospital por Arthur Robinson.
Em 1905, foi nomeado Cirurgião do Middlesex Hospital, renunciando em 1920 para se tornar Cirurgião Consultor.
Condecorado em 1º de julho de 1912, Bland-Sutton foi presidente da Royal Society of Medicine entre 1920 e 1922 e do Royal College of Surgeons of England de 1923 a 1925. Ele executou a palestra Bradshaw no Royal College of Surgeons em 1917. Interessado em zoologia, atuou como vice-presidente da Zoological Society of London . Em 26 de junho de 1925 foi nomeado Baronete, do Middlesex Hospital no Condado de Londres .
Ele se casou duas vezes; primeiro no ano de 1886 com Agnes Hobbs de Didcot, e posteriormente em 1899 para Edith Goff Bigg (1865-1943), a filha mais nova de Henry Heather Bigg. Eles não tiveram filhos.
Ele morreu em dezembro de 1936 e suas cinzas foram doadas ao Museu do Hospital Middlesex conforme havia solicitado.

## Trabalhos selecionados
- Ligaments (1887)
- Evolution and disease (1890)
- Tumours, innocent and malignant (1893); several editions
- Diseases of women (1897)
- Gall-stones and diseases of the bile-ducts(1907)
- Man and beast in eastern Ethiopia(1911)
- Selected lectures and essays (1920)
- Orations and addresses (1924)
- The story of a surgeon (1930)[6]
- Men and creatures in Uganda (1933)